# Pauline Neville-Jones
Lilian Pauline Neville-Jones, Baronesa Neville-Jones (2 de novembro de 1939) é uma política britânica e ex-funcionária pública que atuou como presidente do Joint Intelligence Committee (JIC) de 1993 a 1994. Membro do Partido Conservador, atuou no Conselho de Segurança Nacional e foi Ministra de Estado da Segurança e Combate ao Terrorismo no Ministério do Interior de 2010 a 2011.
Em 12 de maio de 2010, o primeiro-ministro David Cameron nomeou-a Ministra de Estado da Segurança e Combate ao Terrorismo no Ministério do Interior, com um cargo permanente no recém-criado Conselho de Segurança Nacional.
Em 9 de maio de 2011, a BBC informou que Neville-Jones havia deixado seu cargo de Ministra da Segurança a "seu próprio pedido"; seu briefing de segurança foi assumido por James Brokenshire. Ela foi imediatamente nomeada "Representante Especial para Empresas em Segurança Cibernética".

## Educação
Lilian Pauline Neville-Jones foi educada na Leeds Girls' High School e cursou História Moderna na Lady Margaret Hall, em Oxford.

## Carreira

### Serviço civil
Lilian Pauline foi membro de carreira do Serviço Diplomático de Sua Majestade de 1963 a 1996, período durante o qual serviu em Missões Britânicas na Rodésia, Cingapura, Washington, DC e Bonn. Entre 1977 e 1982 foi destacada para a Comissão Europeia, onde trabalhou como Adjunta e depois Chefe de Gabinete do Comissário Christopher Tugendhat.
De 1991 a 1994, foi Chefe do Secretariado de Defesa e Ultramar do Gabinete e Secretária Adjunta do Gabinete. Durante 1993 e 1994 foi Presidente do Comitê Conjunto de Inteligência. De 1994, até a sua reforma, foi Diretora Política no Ministério das Relações Exteriores do Reino Unido, cargo em que liderou a delegação britânica às negociações de Dayton sobre o acordo de paz na Bósnia. Em 2003, o líder bósnia Alija Izetbegović comentou que durante estas negociações ela "nunca tentou esconder a sua antipatia por nós".

### Negociações comerciais com Milosevic

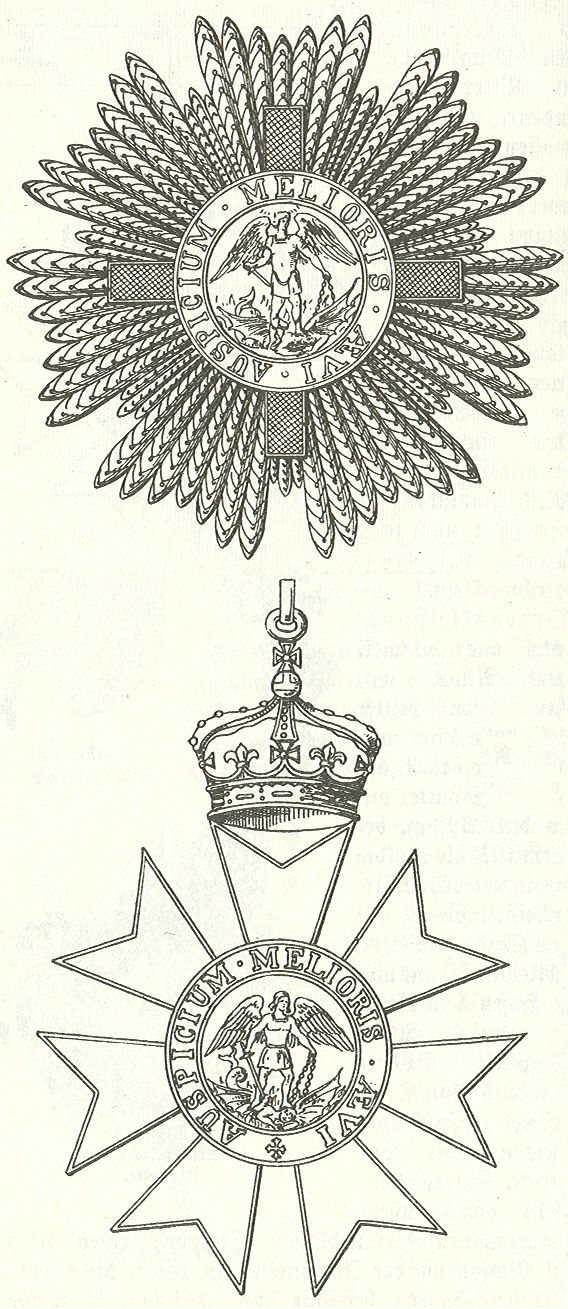
Insígnia DCMG

Em 1996, pouco depois de se demitir do Ministério dos Negócios Estrangeiros, Lilian Pauline Neville-Jones e o seu antigo chefe Douglas Hurd foram contratados pelo NatWest Markets, um banco britânico, para viajar para Belgrado e negociar um acordo de privatização com Slobodan Milosevic para a indústria estatal de telecomunicações da Sérvia.
O dinheiro do acordo revitalizou a ditadura de Milosevic e pode ter ajudado a financiar a sua guerra posterior em Kosovo. Lilian Pauline e Douglas Hurd foram amplamente criticados por sua decisão de participar do acordo.

### BBC
Ela foi nomeada governadora da BBC em janeiro de 1998. Seu último cargo foi como presidente do Grupo Consultivo do Serviço Mundial dos Governadores. Neville-Jones foi presidente do Comitê de Auditoria de 1998 até deixar esse cargo em setembro de 2004 e deixou a BBC em 31 de dezembro de 2004.

### Defesa
De 2002 a 2005, Lilian Pauline Neville-Jones foi presidente não-executiva da empresa de tecnologia de defesa de propriedade governamental QinetiQ, que foi privatizada por £ 1,3 bilhão em fevereiro de 2006. Ela foi presidente do Conselho Consultivo de Garantia de Informação até 2007.

### Política

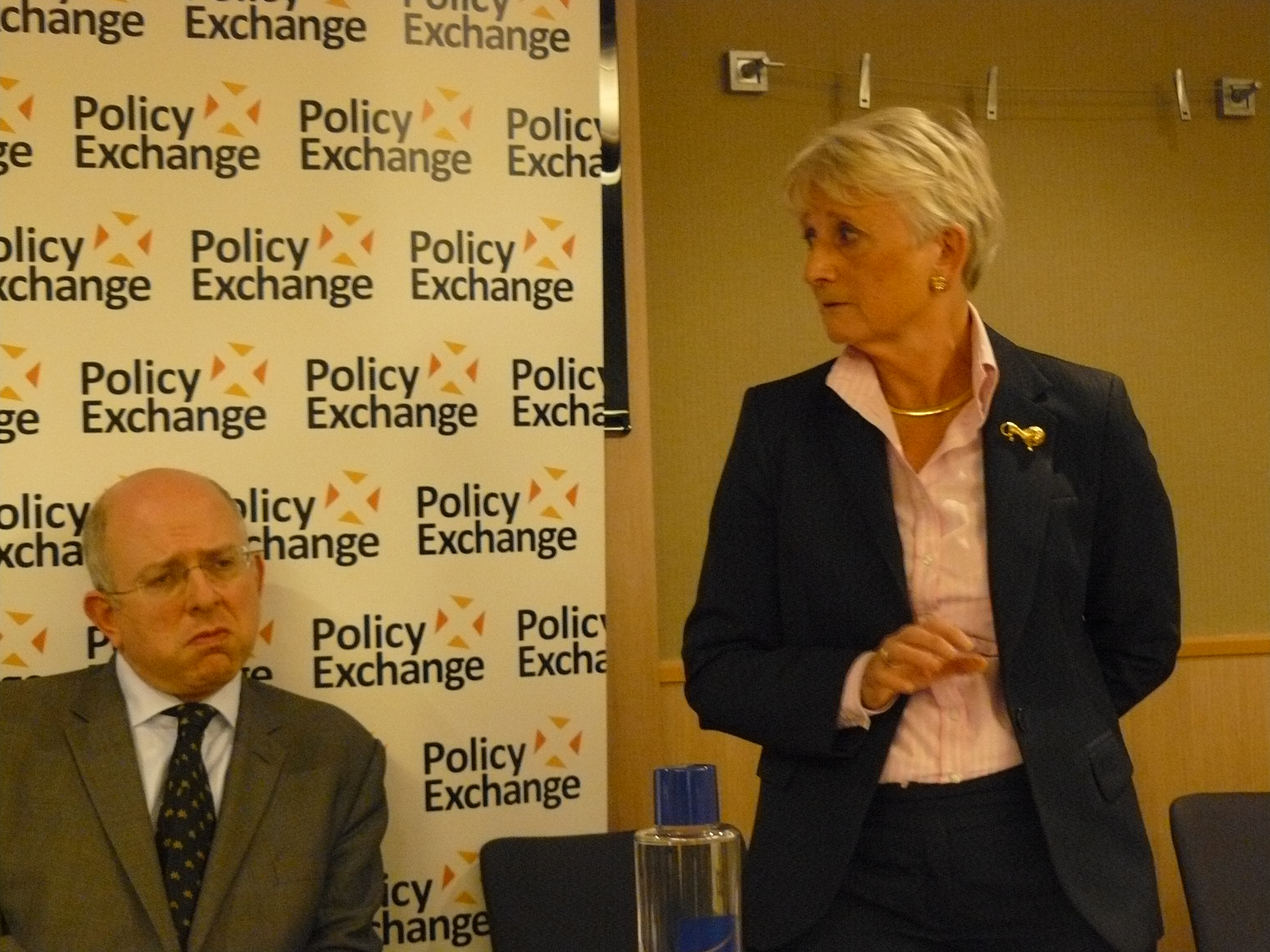
Lilian Pauline Neville-Jones (à direita) na conferência do Partido Conservador, 2011

Em Janeiro de 2006, juntou-se a um dos novos “grupos políticos” do Partido Conservador sobre segurança nacional.
Em 2 de julho de 2007, foi anunciada sua nomeação como colega de trabalho e Ministra da Segurança paralela. Seu título foi publicado como Baronesa Neville-Jones, de Hutton Roof, no condado de Cumbria, em 15 de outubro de 2007.
Em 9 de Janeiro de 2009, Lady Lilian Pauline Neville-Jones alertou que a guerra em curso de Israel na Faixa de Gaza encorajaria o islamismo revolucionário nos países árabes e o terrorismo islâmico noutros países, e apelou a um renascimento do processo de paz no Médio Oriente.

Em 13 de maio de 2010, ela foi nomeada Ministra de Estado da Segurança e Contra-Terrorismo no governo de coalizão Conservador-Liberal Democrata de David Cameron, e também foi empossada no Conselho Privado.

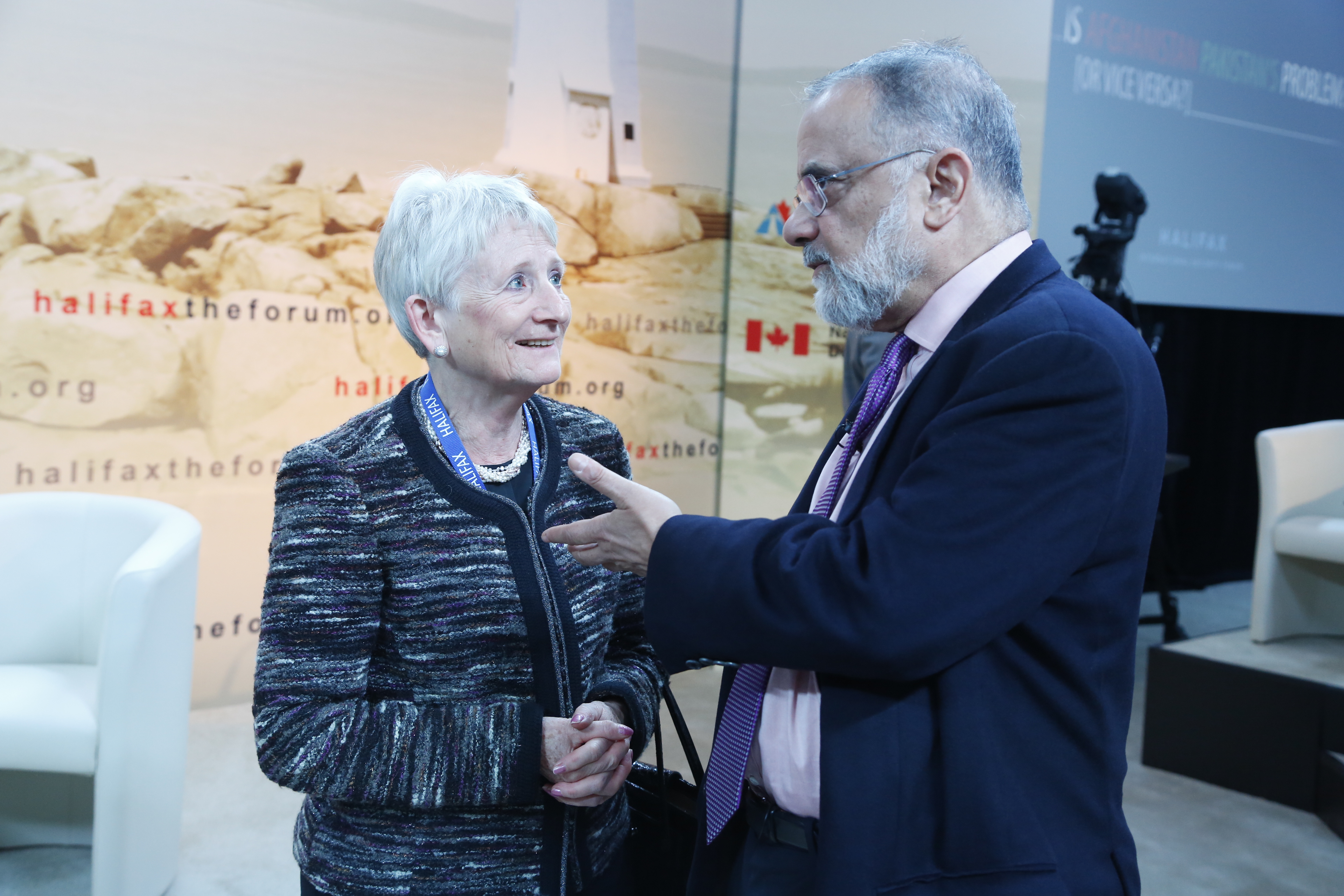
Lilian Pauline Neville-Jones e Ahmed Rashid no Fórum Internacional de Segurança de Halifax 2012

Em 31 de Março de 2011, ela disse ao Daily Telegraph que a população muçulmana da Grã-Bretanha precisa de ser persuadida pelo governo de que a Grã-Bretanha é uma nação única, e que eles não podem simplesmente "se relacionar", mas devem ser persuadidos de que o seu futuro a longo prazo reside na Grã-Bretanha. Lilian Pauline mais tarde se manifestou contra a "pregação do ódio na Internet e a retórica jihadista", argumentando que o assassinato de Lee Rigby provavelmente foi inspirado por tal material.
Em 9 de maio de 2011, Lilian Pauline Neville-Jones deixou o cargo de Ministra de Estado da Segurança e Contra-Terrorismo no Ministério do Interior a seu próprio pedido.
Em novembro de 2014, Neville-Jones apresentou um discurso no Fórum Internacional de Segurança de Halifax, que ela prefaciou com um artigo de opinião em um jornal de Toronto. Ela escreveu sobre a revolução da tecnologia quântica e relatou que o "fracasso político" da Guerra do Iraque de 2003 foi devido à "inteligência desatualizada, à falta de capacidade de testar as informações dos agentes em relação a outras fontes e à má interpretação das evidências aparentes do campo de batalha".

## Posições
Lilian Pauline Neville-Jones é membro honorário de Lady Margaret Hall, Oxford, e doutora honorária da Universidade de Londres e da Open University. Em agosto de 2013, o Conselho de Segurança Cibernética anunciou que ela havia ingressado no Conselho Consultivo da organização.

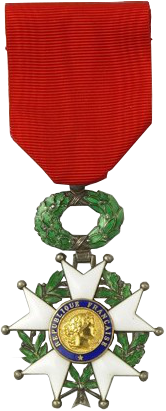
Legião de Honra

## Honras
Nomeada Companheira da Ordem de São Miguel e São Jorge (CMG) nas homenagens de aniversário da Rainha de 1987,  ela foi elevada a Dama Comandante (DCMG) nas homenagens de Ano Novo de 1995.  Lilian Pauline também recebeu a Légion d'honneur (Chevalier) em 2009. Ela foi reconhecida como uma das 100 mulheres da BBC em 2013.

## Estilos
- Pauline Neville-Jones (1939–1987)
- Pauline Neville-Jones, CMG (1987–1995)
- Dama Pauline Neville-Jones, DCMG (1995–2007)
- A Honorável Baronesa Neville-Jones, DCMG (2007–2010) [16]
- A Honorável Baronesa Neville-Jones, DCMG PC (2010-presente) [16]